# Harry Kim (Star Trek)
le fils
Pour les articles homonymes, voir Harry Kim et Kim.
L'enseigne Harry S.L. Kim est un personnage de fiction apparu dans chacune des sept saisons de la série télévisée américaine Star Trek: Voyager. Interprété par Garrett Wang , il est l'officier des opérations à bord du vaisseau spatial Starfleet USS Voyager. La production du rôle a été quelque peu difficile avant le début de la série en 1995, en raison du manque de choix de jeunes acteurs asiatiques.
Le personnage est apparu pour la première fois dans l'épisode pilote de la série " Le Pourvoyeur, première et deuxième partie ". Le personnage a continué à apparaître tout au long de la série dans un rôle principal, avec sa dernière apparition dans le final, " La Fin du jeu ". Dans cet épisode, une version future alternative du personnage est vu comme un capitaine de Starfleet. Il est généralement montré comme étant naïf, surtout dans les situations romantiques, mais doué de capacités intellectuelles. Le personnage trouve la route de retour pour le vaisseau et, dans un avenir alternatif, il parvient à développer un nouveau type de distorsion qui lui permet, avec Chakotay, de rentrer chez lui en quelques heures mais cela entraîne la mort du reste de l'équipage. Les producteurs avaient envisagé de tuer Kim au cours de la troisième saison. Wang a par la suite repris le rôle de Harry Kim dans Star Trek: Renegades .
Les examinateurs ont déclaré que Kim représentait l’un des éléments du multiculturalisme au sein de l’équipage de Voyager , qui représentait également une famille de substitution pour Kim. Le personnage de Kim a souvent été capturé par des extraterrestres, ce qui a été décrit comme un scénario typique de Voyager par la critique. "Éternité " a été classé comme le meilleur épisode dépeignant Kim, et également le troisième meilleur de la série. Toutefois les épisodes se déroulant dans les holodeck mettant en avant Kim ont a contrario été répertoriés par Io9 parmi les pires de ce genre dans la franchise.

## Concept et développement
"N'ayant jamais connu l'adversité, il a moins d'outils pour y faire face que d'autres. Bien qu'il essaie d'empêcher de telles pensées de faire surface, il est effrayé. Il est dépassé par cette mission ; il pensait partir pour un mois et rentrer chez lui pour partager ses aventures avec ses parents. Mais ce qui s'est passé est impensable, et il a souvent l'impression que ce n'est qu'un mauvais rêve, qu'il va se réveiller dans sa chambre à la maison, au son de sa mère qui chante dans le jardin, et de son père qui martèle des plaques de cuivre pour la sculpture."
Rick Berman, Michael Piller, Jeri Taylor, description de Harry Kim, Star Trek: Voyager Bible, 1995

Le personnage a changé de nom avant le casting, s’appelant Jay Osaka. La bible de Star Trek: Voyager décrit Kim comme un individu protégé qui avait cherché à rendre l’amour de ses parents en comblant leurs attentes envers lui à l'Académie de Starfleet . Winrich Kolbe , le réalisateur du pilote " Le Pourvoyeur " de Voyager , a été impliqué dans le processus de casting et a trouvé le choix de Kim difficile, car il n'y avait pas beaucoup de jeunes acteurs asiatiques à choisir . Il disait que le rôle était "un personnage inexpérimenté et naïf" et que l'acteur interprétant Harry Kim aurait besoin de se battre pour rester au premier plan des épisodes .
Au moment du casting, Garrett Wang n'était acteur que depuis environ un an et demi. Après avoir été accepté pour le rôle, Winrich Kolbe le décrivait comme un "jeune acteur en devenir, ayant besoin d'apprendre et cela va prendre du temps. Il fait partie des acteurs qui doivent vraiment travailler dur pour pouvoir suivre le rythme des autres. " La naïveté du personnage a été soulignée dans les reportages des médias, TV Guide décrivant le personnage avant le lancement de la série comme "un éternel malade".

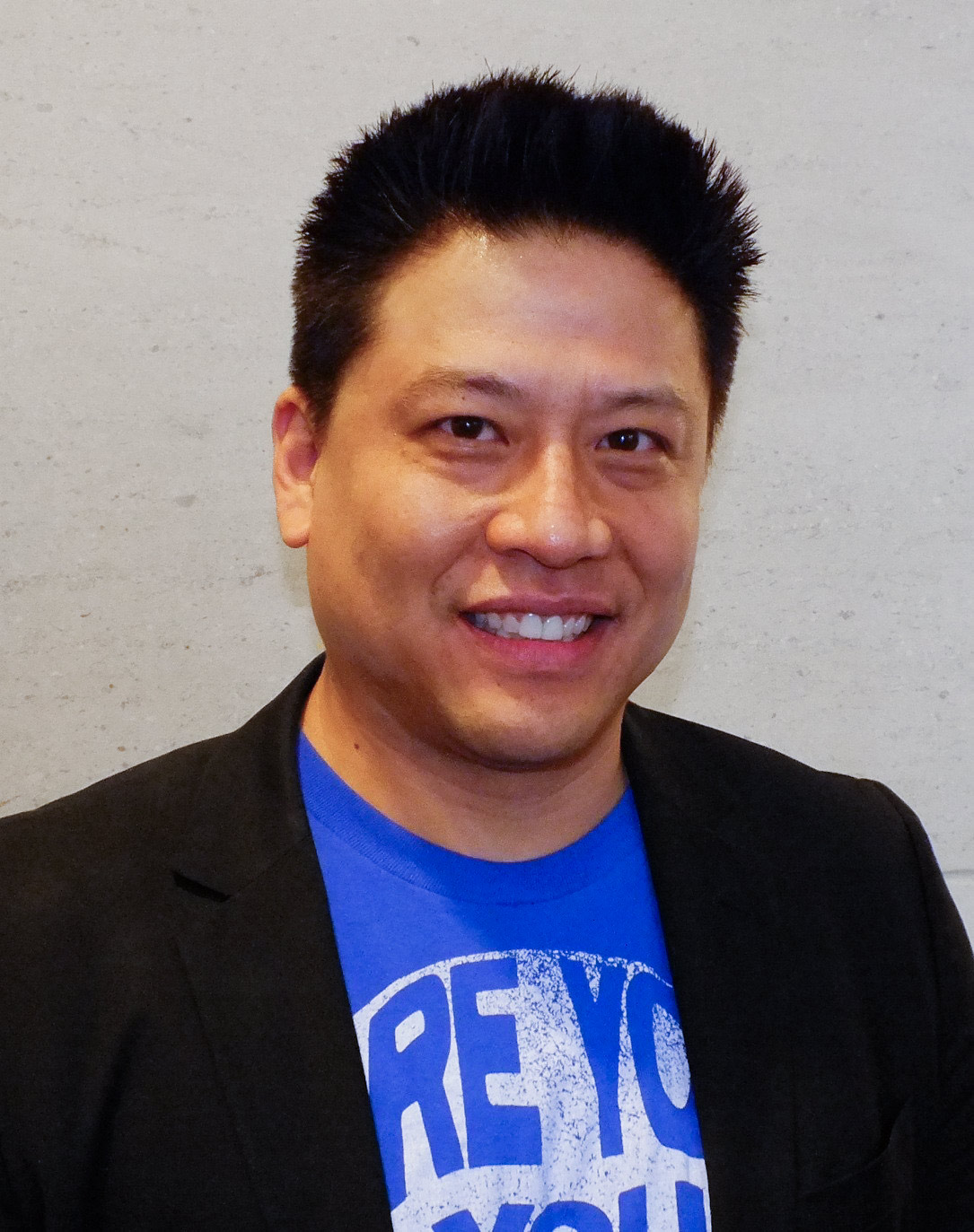
Garrett Wang a été choisi comme Harry Kim et a joué ce rôle dans les sept saisons de Voyager.

Wang a été enthousiasmé par son nouveau rôle, décrivant le passé de Kim en déclarant : « J'ai eu une brillante carrière à la Starfleet Academy et je suis essentiellement la recrue sur le pont. Je suis un Américain d'origine asiatique. Il y a la compétence professionnelle, mais aussi la peur intérieure : « Oh mon Dieu, ces pantalons sont-ils trop gros pour moi ? » Son héritage est axé sur le zen et les arts martiaux ». Au sujet du casting, il a déclaré : « Mon objectif est de faire le meilleur travail possible en jouant Harry Kim et de commencer à rembourser à mes parents le soutien financier considérable qu'il a reçu au fil des ans. » L'épisode pilote de Voyager a été diffusé le 16 janvier 1995.
Au début, Wang avait accepté sans broncher l'écriture du rôle jusqu'à la fin de la deuxième saison lorsqu'il demanda aux scénaristes s'il pouvait avoir des scènes d'action et peut-être même une romance. Il s'était rendu compte à l'époque qu'il était le seul membre du casting principal sans doublure, n'ayant jamais eu de scène d'action qui en aurait nécessité une. Cela a abouti dans l'épisode "Non Sequitur" écrit par Brannon Braga ce à quoi Wang a dit à Rick Berman qu'il n'était pas nécessaire de lui adresser toutes ses demandes dans un seul épisode. Par la suite, il s'impliqua davantage dans des suggestions d'orientation du personnage, mais les écrivains évitèrent de donner à Kim davantage d'éléments comiques semblables au Docteur (Robert Picardo) et Neelix (Ethan Phillips). Wang s'est décrit comme quelqu'un qui raconte des blagues et fait des imitations sur des plateaux et a été déçu de ne pas pouvoir utiliser ce talent en particulier. À un moment donné, les producteurs avaient prévu de tuer Harry Kim de façon au cours de la saison trois, mais après que Wang eut été inclus dans la liste People des personnes les plus sexy en vie en 1997, le plan a été abandonné,.
À la cinquième saison de Voyager, certains personnages étaient "sous-utilisés" par le personnel de production, notamment Kim. Cela a conduit à des épisodes plaçant Kim, Chakotay et Tuvok dans des positions centrales, y compris l'épisode "Éternité" du personnage de Kim. Wang était satisfait de l'épisode et estimait qu'être capable de jouer le rôle de deux versions différentes de Kim montrait "une grande dichotomie". Après la fin de la série en 2001, Wang avait estimé que le personnage aurait dû être promu au cours de la série, mais les producteurs lui avaient dit que "quelqu'un devait être l'enseigne".

## Apparitions
Kim est né en 2349. Après avoir obtenu son diplôme de l'académie de Starfleet en 2370, son premier poste est officier des opérations à bord de l'USS Voyager, comme vu dans "Le Pourvoyeur". Kim est immédiatement devenu ami avec Tom Paris (Robert Duncan McNeill) après avoir été affecté sur le navire pour la mission au cours de laquelle le Voyager a été envoyé pour retrouver un navire maquis dans "les Terres Brûlées". Au cours de cette mission, le navire est envoyé dans le quadrant Delta à environ 70 000 années-lumière, où Kim et B'Elanna Torres ( Roxann Dawson ) sont enlevés dans un centre médical à Ocampan. Tous deux infectés par une maladie inconnue, ils sont sauvés et guéris sur le Voyager lors de leur fuite de la ville souterraine. Au moment de l'échouage du navire, Kim était fiancé, mais il a été encouragé à fréquenter d'autres membres de l'équipage par Tom Paris.
Dans Par le chas d'une aiguille, Kim a établi le premier contact avec le quadrant Alpha en découvrant un micro- trou de ver. L'équipage découvrit qu’il était relié à l’espace romulien il y a une vingtaine d’années. Kim traverse deux fois des systèmes de transport à longue distance. Dans Emanations, il est accidentellement transporté dans le monde natal des Vhnori par le mécanisme d'un système funéraire. Il s'échappe de ce monde et parvient à repasser par le même système funéraire, ce qui met fin à ses fonctions vitales mais le renvoie sur le Voyager où il est réanimé par le docteur. Lorsque l'équipage rencontre les Sikaris dans Directive première, Kim est le premier membre de l'équipage à être transporté dans leur transporteur spatial sur une distance d'environ 40 000 années-lumière en quelques secondes. Malheureusement, cette technologie s'avère incompatible avec les systèmes de Voyager. À la date stellaire 48693.2 (épisode Héros et démons), Kim est le premier membre d'équipage à être transformé en énergie par une créature extraterrestre figurant dans un programme holodeck de Beowulf. Une fois la situation résolue par le médecin, Kim et deux autres membres d’équipage sont rétablis en tant qu'humains .
Après un accident de téléporteur, Kim se réveille à San Francisco aux côtés de sa fiancée, Libby (Jennifer Gatti (en)), dans l'épisode Non Sequitur. Il constate qu'il n'a jamais voyagé à bord du Voyager, pas plus que Tom Paris. Après avoir été contacté par un étranger, il découvre que le téléporteur a interagi avec un « flux temporel » et l'a envoyé dans une réalité alternative. Après avoir reçu l'assistance de Paris et de l'étranger, il parvient à rétablir la chronologie et à retourner au Voyager. Pendant l'épisode Hallucinations, Kim hallucine et voit Libby après que le Voyager a tenté d'entrer dans l'espace de Bothan. À la date stellaire 49548.7, Voyager entre dans un nuage de plasma pour éviter les vaisseaux vidiiens dans Dédoublements. Il est endommagé à cette occasion et Kim est aspiré dans l'espace par une brèche dans la coque et est tué, tandis que Naomi Wildman meurt peu de temps après sa naissance. L'équipage se rend ensuite compte d'un duplicata du Voyager en meilleur état occupe le même espace mais légèrement déphasé. Lorsque les Vidiiens attaquent l’autre Voyager, le "Kim alternatifest envoyé dans la version endommagée du navire transportant la personne vivante Naomi Wildman peu avant que l’autre Voyager ne s’autodétruise. Cela détruit les deux navires Vidiian et la version endommagée du Voyager poursuit sa route, transportant une version différente de Kim et Wildman.
Alors qu’ils sont en permission à terre sur Akritiri, Kim et Paris sont faussement accusés d’un attentat terroriste. Ils sont emprisonnés sur la planète alors que l’équipage du Voyager traque les véritables contrevenants, qui les aident à secourir leurs hommes d’équipage (épisode La chute). Alors que l'équipage étudie une nébuleuse (Alter Ego "), Kim et Tuvok s'attachent tous les deux à un personnage holodeck. Elle se révèle être contrôlée par une étrangère sur une station spatiale à proximité. Kim est infecté par l' ADN de Taresian, ce qui le laisse supposer qu'il pourrait être un membre de leur espèce dans "Le fils préféré". Mais après avoir découvert qu'il s'agissait d'un stratagème pour extraire son matériel génétique, il est sauvé par le Voyager. Dans un avenir alternatif vu dans Avant et Après ", Tom Paris et Kes (Jennifer Lien) se marient et donnent naissance à une fille, Linnis (Jessica Collins). Linnis et Kim se marient, ont un enfant, Andrew Kim.
Kim est infecté après avoir été attaqué par un membre de l'espèce 8472 alors qu'il faisait partie d'une équipe à bord d'un cube Borg dans Scorpion ". Le médecin le guérit après qu'il a mis au point un processus utilisant les nano-sondes Borg. Au début, il craint de travailler avec l'ancien Borg Seven of Nine (Jeri Ryan), mais il se forme alors une nouvelle amitié. Après les événements de Démon ", Kim est l'un des premiers membres de l'équipage à être dupliqué par une entité extraterrestre sur une planète de classe Y. Les équipes en double sont par la suite tuées après avoir quitté la planète et avoir oublié qu’elles sont des doubles. La version dupliquée de Kim est le dernier capitaine du navire avant qu'il ne s'auto détruise. Kim développe un moteur transwarp dans "Éternité", qui devrait permettre au Voyager de revenir dans le quadrant Alpha en quelques heures. Pendant le voyage de retour, le navire est détruit, mais Kim et Chakotay empruntent une navette et restent saufs. Des années plus tard, Kim et Chakotay, plus âgés, retrouvent le Voyager détruit et Kim parvient à envoyer un message dans le passé à Seven of Nine, empêchant le désastre et rétablissant la ligne temporelle.
Kim est infecté par un lien biochimique après avoir eu des relations sexuelles avec une Varro nommée Tal (Musetta Vander) dans Maladie d'amouret choisit de subir la séparation sans traitement. Aux côtés de Tom Paris, Kim crée un programme holodeck de village irlandais à "Havre de paix ". Cela pose plus tard des problèmes lorsque les personnages du holodeck commencent à reconnaître les modifications apportées au programme et que l’équipage de Starfleet ne fait pas partie de leur "monde". Kim est à nouveau emprisonné par une race extraterrestre dans "Corps et âme" lorsqu'il fait partie de l'équipage du Delta Flyer capturé par les Lokirrim pour avoir transporté un hologramme dans son espace. Lors d’une autre mission à bord du Delta Flyer à " Le Nightingale ", Kim prend le commandement d’un navire Kraylor. Il veut montrer qu’il peut commander après sept années de service en tant qu'enseigne à bord du Voyager. Il réussit à rendre le navire à son monde natal, évitant une flotte Annari en route. Dans " Les rouleaux de la prohpétie ", Kim est poursuivi sexuellement par le Klingon Ch'Rega ; elle choisit plus tard Neelix à la place. Dans le futur alternatif vu au début de l'épisode final de la série, " La fin du jeu ", Kim a été promu au rang de capitaine à bord de l'USS Rhode Island. Il tente de convaincre l' amiral Kathryn Janeway (Kate Mulgrew) de renoncer à son plan de voyager dans le temps pour aider le Voyager à retourner à la maison, mais il l'aide à la place lorsqu'un vaisseau Klingon attaque sa navette.

### Romans
Une série de romans non canoniques a été lancée en 2003 par Pocket Books (en) après le retour de Voyager dans le quadrant Alpha. Dans ces romans, Harry Kim est promu lieutenant et est nommé chef de la sécurité à bord du Voyager par le capitaine Chakotay . Dans le roman dérivé de Star Trek: Online : Les besoins du plus grand nombre, publié en 2010, Harry Kim est le commandant de la base stellaire 11 en 2400 .

## Accueil

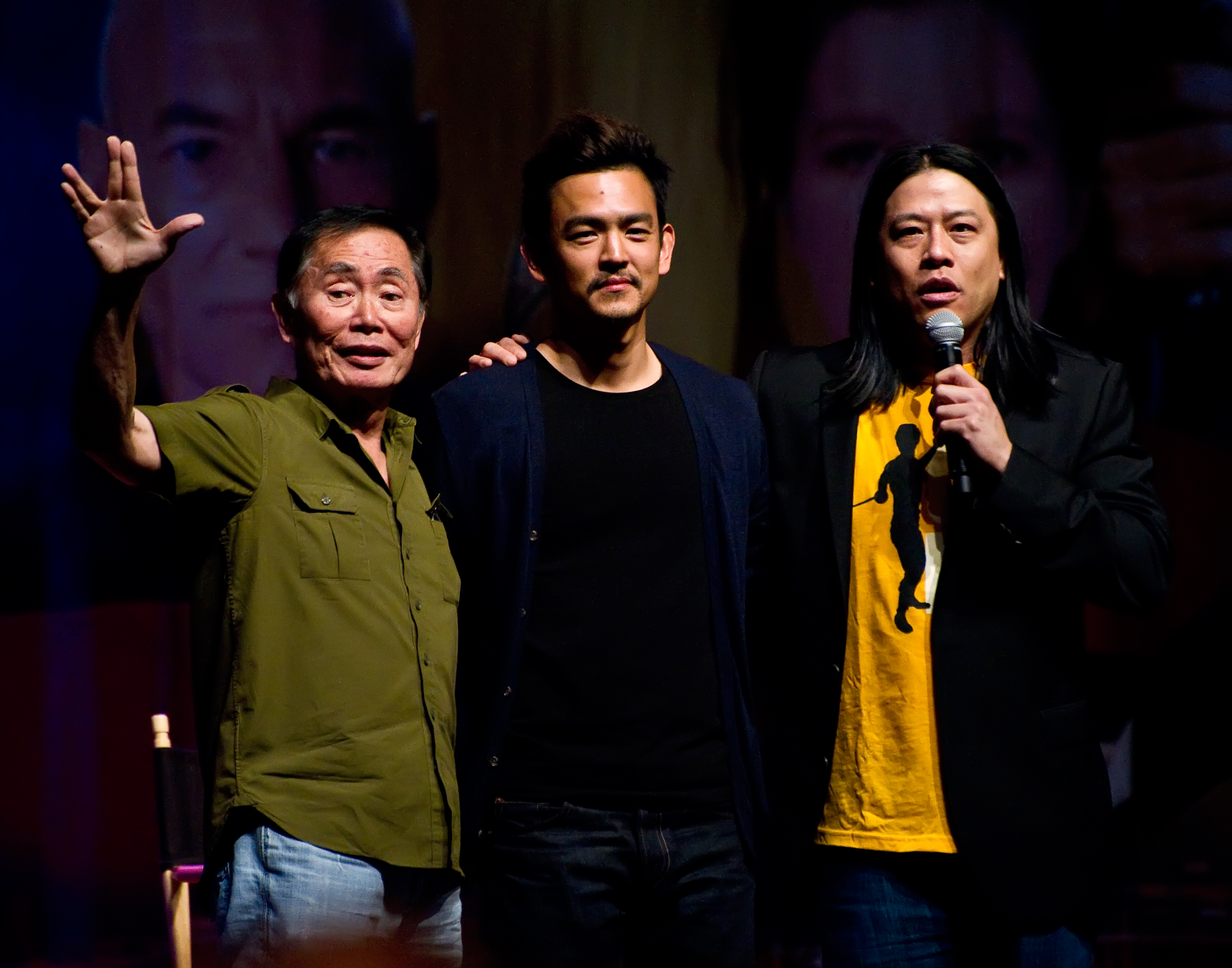
Garrett Wang, avec George Takei et John Cho, deux autres acteurs d'origine asiatique issus de Star Trek

Les examinateurs ont décrit la nature maternelle de Janeway avec Kim, l’équipage formant une famille de substitution dans laquelle Kim serait le fils. Sa séparation de sa famille nucléaire à un jeune âge est qualifiée de cruelle; Janeway, Chakotay et Tuvok sont présentés comme des "parents de substitution" dans la série. Michelle Erica Green a décrit certaines scènes comme nécessitant l'autorisation de "Maman" pour que Kim puisse demander une permission afin d'entretenir une relation avec un étranger . Elle a estimé que cet épisode avait amené le personnage à s'affirmer comme jamais auparavant devant le capitaine .
Kim a été utilisé pour montrer le multiculturalisme de Star Trek: Voyager . Une scène de "Visages" d'Elisabeth Anne Leonard, montre autour de la table de commandement de Janeway, Chakotay, Tuvok et Kim, une femme de race blanche, un Amérindien, un homme d'origine asiatique et un Vulcan noir en une seule scène.L'optimisme persistant de Kim a été mis en évidence, faisant de lui l'un des rares personnages de la série à croire que, durant les sept séries, ils retourneraient chez eux de leur vivant. Kim a été fréquemment capturé par des espèces exotiques au cours de la série ce qui a été décrit comme l'un des scénarios typiques vus dans Voyager lors d'un aperçu du club AV .
Les auteurs du livre Deep Space et Sacred Time: Star Trek dans le Mythos américain déclarent que l'épisode "Dédoublement", qui présentait la mort de Kim, était l'un des exemples de la franchise Star Trek où la mort d'un personnage majeur est contrée par une réalité parallèle. D'autres exemples sont inclus dans The Next Generation avec le retour de Tasha Yar dans " Yesterday's Enterprise " et la mort de Miles O'Brien dans l'épisode de Deep Space Nine " Visionary ". Ils ont estimé que Kim partageait également une autre similitude avec "Yesterday's Enterprise" en ce que dans l'épisode "Non Sequitur", il estimait que la réalité avait changé - ce qui était similaire à l'expérience vécue par Guinan dans l'épisode de The Next Generation .
Parmi les relations de Kim, on trouve la relation avec un personnage du holodeck du navire dans l'épisode "Alter Ego", mais il s'en désintéresse après avoir découvert qu'il était joué par une personne réelle. Cette relation a été mise en évidence à titre d'exemple de la manière dont Star Trek décrit la femme idéale comme une "incarnation objectivée du désir masculin sans aucun être intérieur pour compliquer la prétendue relation qu'un homme puisse avoir avec elle".
Pour le site Web Den of Geek, Juliette Harrisson a décrit "Éternité" comme le meilleur épisode avec Harry Kim et était le troisième meilleur épisode de Voyager dans son ensemble. Elle a déclaré que "la performance amère et marquée par les émotions de Wang tient pendant une heure qui contient également de belles images". Les épisodes centrés sur Kim ont été inclus dans la liste des pires épisodes de holodecks de Star Trek dans io9. Ceux-ci incluaient "Le dégel", avec le pire moment décrit comme "le truc du bébé Harry Kim" . Parmi les autres épisodes soulignés comme mauvais figurait "Havre de paix" alors qu'il déclarait qu'il avait sauté la première saison "Heroes and Demons" . Wang est revenu plus tard à Star Trek dans des productions faites par des fans et au rôle de Harry Kim dans Star Trek: Renegades , aux côtés de Manu Intiraymi et de Tim Russ de Voyager ,.